# Infinity (yacht sjösatt 2021)
Infinity är en megayacht tillverkad av Oceanco i Alblasserdam i Nederländerna. Hon sjösattes i oktober 2021 och levererades i maj 2022 till sin ägare Eric Smidt, amerikansk affärsman. Han hade tidigare ägt en superyacht med samma namn.
Megayachten designades exteriört av Espen Øino och interiört av Sinot Yacht Design. Infinity är 117 meter lång och har en kapacitet på 16 passagerare fördelat på åtta hytter. Den har också minst en helikopter.
Infinity kostade uppskattningsvis 300 miljoner amerikanska dollar att bygga.